# Pavel Dochev
Pavel Dochev (bulgare : Павел Дочев) (né le 28 septembre 1965 à Sofia en Bulgarie) est un joueur de football professionnel et entraîneur bulgare.